# Gokurakugai
Gokurakugai (jap. 極楽街; dosł. „Rajska dzielnica”) – manga autorstwa Yuto Sano, publikowana na łamach magazynu „Jump Square” wydawnictwa Shūeisha od lipca 2022.
W Polsce prawa do dystrybucji nabyło Studio JG.

## Fabuła
Tao i Alma prowadzą agencję zajmującą się „rozwiązywaniem problemów” w Gokurakugai, dzielnicy robotniczej zamieszkałej przez ludzi i zwierzoludzi. Duet podejmuje się najróżniejszych zadań, takich jak sprawy osób zaginionych i odzyskiwanie obciążających dowodów dla biznesmenów. Niepokój w mieście rośnie wraz ze wzrostem liczby zaginięć i znajdowaniem zmasakrowanych zwłok zwierząt. Podczas badania zaginięć duet zostaje zaatakowany przez potwory, niegdyś będące ludźmi, zwane „maga”. Sprawy prowadzone przez duet prowadzą do odkrycia ukrytej mrocznej strony miasta.

## Publikacja serii
Seria została poprzedzona one-shotem, zatytułowanym Gokurakugai Sanban-doori no ken (jap. 極楽街三番通の件), opublikowanym 27 stycznia 2020 na łamach magazynu „Jump SQ.Rise”. Kolejne rozdziały ukazują się w czasopiśmie „Jump Square” od 4 lipca 2022. Następnie wydawnictwo Shūeisha rozpoczęło zbieranie rozdziałów do wydań w formacie tankōbon, których pierwszy tom ukazał się 4 listopada tego samego roku. Według stanu na 2 maja 2025, do tej pory wydano 5 tomy.
19 lipca 2024 wydanie mangi w Polsce zapowiedziało wydawnictwo Studio JG, premiera odbyła się zaś 8 listopada tego samego roku.
| Nr | Język japoński   | Język japoński         | Język polski     | Język polski           |
| Nr | Data wydania     | ISBN                   | Data wydania     | ISBN                   |
| -- | ---------------- | ---------------------- | ---------------- | ---------------------- |
| 1  | 4 listopada 2022 | ISBN 978-4-08-882740-7 | 8 listopada 2024 | ISBN 978-83-8257-580-4 |
| 2  | 4 kwietnia 2023  | ISBN 978-4-08-883462-7 | 26 lutego 2025   | ISBN 978-83-8257-663-4 |
| 3  | 4 grudnia 2023   | ISBN 978-4-08-883725-3 | 30 maja 2025     | ISBN 978-83-8257-742-6 |
| 4  | 4 września 2024  | ISBN 978-4-08-884042-0 | —                |                        |
| 5  | 2 maja 2025      | ISBN 978-4-08-884290-5 | —                |                        |

## Odbiór
Seria zajęła 9. miejsce w konkursie Next Manga Award 2023 w kategorii najlepsza manga drukowana. W tym samym roku uplasowała się również na 10. miejscu podczas 7. edycji Tsutaya Comic Award. Manga zajęła także 5. miejsce w rankingu rekomendowanych komiksów ogólnonarodowych pracowników księgarń z 2024 roku.